# The Undertakers
The Undertakers was een Britse merseybeat-popband uit de jaren 1960, voortgekomen uit Bob Evans & the Five Shillings, bestaande uit Geoff Nugent; leadgitarist Ike X (vervangen door Pete Cook (ex The Topspots); drummer Bob Evans (ex The Renegades); bassist Billy Evans; tenorsaxofonist Les Maguire en ritmegitarist/zanger Mike Millward, die later in The Fourmost zat. Toen werden ze de Vegas Five, opgericht in 1959, een band onder leiding van drummer Bob Evans met Geoff Nugent, Chris Huston (ex-The Casuals), zanger Jimmy McManus (ex-The Topspots), bassist Mushy Cooper (ex-The Topspots) en Les Maguire, die later in Gerry & the Pacemakers werd vervangen door alt/tenorsaxofonist, zanger Brian (Sax) Jones (ex-The Rebels). Dit was een van de eerste rock-'n-roll-bands in de omgeving van Liverpool.

## Bezetting
- Bob Evans (drums) - werd in 1961 vervangen door Bugs Pemberton[2]
- Chris Huston[3] (leadgitaar)
- Geoff Nugent[4] (ritmegitaar)
- Brian Jones[5] (saxofoon)
- Dave 'Mushy' Cooper (basgitaar) - werd begin 1962 vervangen door Jackie Lomax, die even later de zang overnam van de scheidende Jimmy McManus
- Jimmy McManus (zang)
- Baz Davies[6]
- Bill Goode[7]
- Jimmy O'Brien[8] (drums)

## Geschiedenis

### Bandcarrière
Toen de Vegas Five werden geboekt om een dans te spelen, ontdekten ze dat de lokale krant per ongeluk hun naam had omgezet met het woord Undertakers uit de aangrenzende kolom. De promotor haalde hen over om dit als een gimmick te ontwikkelen, door de Death March te spelen om hun show te beginnen en hun naam te veranderen. In februari 1961 fuseerde Evans' band met de band Dee & the Dynamites uit Wallasey. Evans werd in september 1961 vervangen door Pemberton (ex-Dee & the Dynamites).
The Undertakers ontwikkelden een grote lokale aanhang voor hun liveoptredens en was in de regio van Liverpool tamelijk succesvol. Dit was te danken aan de kwaliteit van de zang van Lomax, de aanpassing van de instrumenten van de band en de versterking door Huston en het feit dat ze, in tegenstelling tot de meeste Merseybeat-bands, werden versterkt door een saxofoon, waardoor ze een breder scala aan r&b-nummers konden spelen, waaronder meer obscuur materiaal. Er is een foto van fans die in de rij stonden bij de Cavern Club voor wat werd gedacht dat het The Beatles waren, terwijl ze in feite in de rij stonden voor The Undertakers.
Ze speelden in 1962 in de Hamburgse Star-Club. Bij hun terugkeer verwierpen ze echter een managementaanbod van Brian Epstein en tekenden een platencontract bij Pye Records met Tony Hatch als hun platenproducent. Hun eerste twee singles Everybody Loves a Lover en What About Us flopten, hoewel hun derde single Just a Little Bit in april 1964 een week in de Top 50 van de Britse singlehitlijst stond. Het lied werd later gecoverd door Slade en Rory Gallagher. Na onenigheid met het label verlieten The Undertakers Pye Records in 1964.
The Undertakers gingen uit elkaar na een tournee door de Verenigde Staten in 1965, waarbij Lomax, Huston en Pemberton allemaal in dat land bleven en hun eigen carrière in de muziekindustrie bepaalden. Brian Jones werd sessiespeler en er wordt soms beweerd dat hij saxofoon heeft gespeeld op You Know My Name (Look Up the Number) van The Beatles, een bewering die hij ontkent en in feite stellen de meeste bronnen dat de rol werd gespeeld door Brian Jones van The Rolling Stones. (Deze bronnen zijn onder meer Paul McCartney van The Beatles en Bill Wyman, de toenmalige bassist van The Rolling Stones). Pemberton woonde in Los Angeles. Toen Brian Jones terugkeerde uit Amerika vormden hij en Geoff Nugent The New Undertakers met drie leden van de Newtowns.
The Undertakers traden later tijdens verschillende evenementen in verschillende samenstellingen weer op.

## Discografie

### Britse singles
- 1963: Everybody Loves a Lover (Adler/Allen) / (Do the) Mashed Potatoes (Rozier) Pye Records 7N15543
- 1963: What About Us (Leiber/Stoller) / Money (That's What I Want) (Bradford/Gordy)  Pye Records 7N15562
- 1964: Just a Little Bit (Thornton/Thompson/Bass/Washington) / Stupidity (Burke) Pye Records 7N15607
- 1964: If You Don't Come Back (Leiber/Stoller) / Think (Pauling) Pye Records 7N15690

### Amerikaanse singles
- 1964: Just A Little Bit / Stupidity  Parkway 909
- 1964: Think / If You Donʼt Come  Interphon 7709
- 1965: I Fell In Love / Throw Your Love Away Girl  Black Watch 5545/6

### CD-compilatie
- 1996: The Undertakers Unearthed (Big Beat CDWIKD 163)
  - (Do The) Mashed Potatoes / Everybody Loves A Lover  / Money (Thatʼs What I Want)  / What About Us / Just A Little Bit / Stupidity / If You Donʼt Come Back / Think / Be My Little Girl (Bickerton/Waddington) / She Said Yeah (Jackson/Christy) / I Need Your Lovin’ (Gardner/Lewis/Levy/McDougal) / Tell Me What Youʼre Gonna Do (Brown) / Tricky Dicky (Leiber/Stoller) / Irresistible You  (Raye/Paul) / Love Is A Swinginʼ Thing (S Owens/L Dixon/W Denson)  / Hey-Hey-Hey-Hey! (R. Penniman) / Youʼre So Fine And Sweet  (Robinson/White/Whited/Moore/Tarplin/Rogers) / Leave My Kitten Alone (John/Turner/MacDougal) / Watch Your Step (Parker) / Throw Your Love Away Girl (Jackie Lomax)  / I Fell In Love (For The Very First Time)  (Hollon/Mosley/Bateman)